# Zatyszne (obwód tarnopolski)
Zatyszne (ukr. Затишне) – wieś na Ukrainie w obwodzie tarnopolskim, w rejonie czortkowskim. W 2001 r. liczyła 99 mieszkańców.
Do 2020 w rejonie monasterzyskim.